# Marubina
Marubina – organiczny związek chemiczny z grupy diterpenoidów, występujący w szancie zwyczajnej (Marrubium vulgare L.). Surowcem zawierającym marubinę jest ziele szanty – Herbe Marrubii (Herbe Prasii); z kilograma sproszkowanej szanty można wyekstrahować ok. 6,5 g czystej marubiny. Jest związkiem o gorzkim smaku (odpowiada za gorycz szanty) i właściwościach żółciopędnych.
Pierwsze badania związku opublikowano w roku 1842. Stereokontrolowaną syntezę totalną marubiny opisano w roku 2014. 